# Мостовская, Анна Олимпия
А́нна Ба́рбара Оли́мпия Мосто́вская (пол. Anna Barbara Olimpia Mostowska), также А́нна Мосто́вская-Радзиви́л (бел. Ганна Мастоўская-Радзівіл), урождённая Радзивилл, в первом браке Пшездзецкая; около 1762[…], Несвиж, Новогрудское воеводство — 1833[…], Заславье, Минская губерния) ─ польская писательница и переводчица.

## Биография
Родилась около 1762 года в Несвиже, в семье князя Станислава Радзивилла, подкомория великого литовского, генерал-лейтенанта литовской кавалерии. Её мать, Каролина, происходила из рода Поцей. Её отец, Александр Поцей, был трокским воеводой.
В 1778 году Анна Олимпия вышла замуж за минского старосту Августа Доминика Пшездецкого и поселилась в его усадьбе в Заславле. В браке родился сын Михаил. В 1782 году она овдовела.
В 1787 году Анна Олимпия вышла повторно замуж за польского графа Тадеуша Антония Мостовского, политического деятеля Четырёхлетнего сейма, будущего министра внутренних дел Великого Герцогства Варшавского и Царства Польского. По политическим взглядам она была близка к партии Чарторыйских.
В 1792 году, после прихода к власти Тарговицкой конфедерации вместе с мужем выехала в Париж. Вернулись в 1793 году. Муж, Тадеуш Мостовский, был арестован российскими властями. Анна Олимпия через короля польского и великого князя литовского Станислава Августа Понятовского добилась его освобождения.
После Великопольского восстания 1794 года Тадеуш Мостовский был снова арестован. Анна Олимпия хлопотала в Санкт-Петербурге об его освобождении на протяжении 1795—1797 гг.
В 1799 году вместе с ним выехала во Францию. В 1802 году вернулась. Жила в Вильно, затем в Заславле.
Брак с Тадеушем Мостовским состоялся против воли семьи жениха. Супруги не имели детей, в 1804 году развелись.
Умерла в 1833 году в Заславле.

## Творчество
Писала в основном короткие повести и рассказы исторического и образовательно-морального содержания на основе произведений западно-европейских авторов.
- 1806 — «Страх в замке» (пол. Strach w zameczku);
- 1806 — «Статуя и саламандра» (пол. Posąg i Salamandra)[5]
- «Замок Конецпольских»
- 1806 ─ «Матильда и Данило» (пол. Matylda i Daniło)[6]

- «Не всегда так делается, как говорится»
- 1807 ─ «Астольда, княжна из рода Палемона» (пол. Astolda xięzniczka z krwi Palemona)[7]

- 1809 ─ «Мои забавы» / «Zabawki w spoczynku po trudach»[8][9]
  - «Тёмные сказки»/ «Mroczne opowieści»[10]